# Moskwa-Passażyrskaja-Kazanskaja
Moskwa-Passażyrskaja-Kazanskaja (ros. Москва-Пассажирская-Казанская) – jedna z większych stacji kolejowych w Moskwie, nazywana również Dworcem Kazańskim (ros. Казанский вокзал). Dworzec został wzniesiony według projektu Aleksieja Szczusiewa w latach 1913–1916 jako brama miejska. Stylem nawiązuje do rosyjskiego baroku, a wielokondygnacyjna wieża z iglicą, wzorowana jest na wieży kazańskiego kremla. W latach 1939–1949 elewację oblicowano marmurem. Stacja obsługuje połączenia z miastami na wschód i południowy wschód od Moskwy m.in. z Kazaniem, Niżnim Nowogrodem i Riazaniem, a także z dawną sowiecką Azją-Centralną, a więc m.in. z Taszkentem.